# Кетоны
Кето́ны — органические вещества, в молекулах которых карбонильная группа связана с двумя углеводородными радикалами. Общая формула кетонов: R1-CO-R2.
Среди других карбонильных соединений наличие в кетонах именно двух атомов углерода, непосредственно связанных с карбонильной группой, отличает их от карбоновых кислот и их производных, а также альдегидов.

## Этимология
Слово кетон произошло от старого нем. Aketon (ацетон). Придумал его в 1848 году немецкий химик Леопольд Гмелин (1788—1853).

## Номенклатура
Названия алифатических и алициклических кетонов образуют, прибавляя суффикс -он или -дион (для дикетонов) к названию родоначального углеводорода. Дикетоны ароматического ряда с кетонными группами в ядре называют сокращённым названием углеводорода, добавляя суффикс -хинон.

### Другие номенклатуры
Тривиальная номенклатура. Для простейших кетонов используются их тривиальные названия, например, ацетон (для пропанона) и бензофенон (для дифенилкетона).
Радикало-функциональная номенклатура. Допускается название кетонов по радикально-функциональной номенклатуре, при этом название составляется из радикалов при кетогруппе (в алфавитном порядке) и названия класса соединений (функции) -кетон (например, метилэтилкетон — CH3-CO-CH2-CH3).

## История открытия кетонов
Ацетон был открыт Робертом Бойлем в 1661 году при нагревании ацетата кальция (ацетон происходит от лат. acetum — уксус):
{\displaystyle {\mathsf {Ca(CH_{3}COO)_{2}{\xrightarrow {t}}{}(CH_{3})_{2}CO+CaCO_{3}}}}
Похожая реакция была описана Андреасом Либавием — ацетон образовывался при нагревании свинцового сахара (ацетата свинца(II)). Установить состав этого вещества удалось только в 1852 году Александру Уильяму Уильямсону.

## Физические свойства
Кетоны — летучие жидкости или легкоплавкие твёрдые вещества, низшие представители хорошо растворимы в воде и смешиваются с органическими растворителями, некоторые (ацетон) смешиваются с водой в любых соотношениях. Невозможность образования межмолекулярных водородных связей обуславливает несколько бо́льшую их летучесть, чем у спиртов и карбоновых кислот с той же молекулярной массой (например, ацетон кипит при 56,1 °C, а пропанол-2 — при 82,4 °C).

## Методы синтеза
- Ароматические кетоны могут быть получены по реакции Фриделя-Крафтса.
- Гидролизом кетиминов.
- Из третичных пероксоэфиров перегруппировкой Криге.
- Кислотным гидролизом вициальных диолов.
- Окислением вторичных спиртов.[5]
  - Окисление с помощью ДМСО.
    1. Реакция Сверна. 
    2. Реакция Корнблюма. 
    3. Реакция Кори-Кима. 
    4. Реакция Париха-Деринга.

- Циклокетоны можно получить циклизацией Ружички.
- Гидратация гомологов ацетилена (реакция Кучерова).
- Кетоны с хорошими выходами получаются при взаимодействии хлорангидридов кислот с диалкилкупратами лития и алкилкадмиевыми соединениями:

{\displaystyle {\mathsf {R_{2}CuLi+R'COCl\rightarrow RC(O)R'+LiCl+CuR}}}
{\displaystyle {\mathsf {2RCOCl+Cd(C_{2}H_{5})_{2}\rightarrow 2RC(O)C_{2}H_{5}+CdCl_{2}}}}
- По реакции Губена — Гёша

## Химические свойства

### Кето-енольная таутомерия
Кетоны, которые имеют по крайней мере один альфа-водородный атом, подвергаются кето-енольной таутомеризации. Таутомеризация катализируется как кислотами, так и основаниями. Как правило, кето-форма является более стабильной, чем енольная. Это равновесие позволяет получать кетоны путём гидратации алкинов. Относительная стабилизация енольной формы сопряжением является причиной довольно сильной кислотности кетонов (pKa ≈ 20) в сравнении с алканами (pKa ≈ 50).

### Гидрирование
Присоединение водорода к кетонам происходит в присутствии катализаторов гидрирования (Ni, Co, Cu, Pt, Pd и др.). В последнее время в качестве гидрирующего агента часто используют алюмогидрид лития. При этом кетоны превращаются во вторичные спирты:
{\displaystyle {\mathsf {R_{2}CO+2H\rightarrow R_{2}CH(OH)}}}
При восстановлении кетонов водородом в момент выделения (с помощью щелочных металлов или амальгамы магния) образуются также гликоли (пинаконы):
{\displaystyle {\mathsf {2R_{2}CO+2H\rightarrow R_{2}C(OH){-}CR_{2}(OH)}}}

### Реакции нуклеофильного присоединения
- Реакции с реактивами Гриньяра приводит к вторичным спиртам.
- Реакция с синильной кислотой приводит к α-оксинитрилам, омылением которых получают α-гидроксикислоты:

{\displaystyle {\mathsf {(CH_{3})_{2}CO+HCN\rightarrow (CH_{3})_{2}C(OH)CN}}}
{\displaystyle {\mathsf {(CH_{3})_{2}C(OH)CN+2H_{2}O\rightarrow (CH_{3})_{2}C(OH)COOH+NH_{3}}}}
- С аммиаком реагируют очень медленно:

{\displaystyle {\mathsf {(CH_{3})_{2}CO{\xrightarrow[{OH-}]{}}(CH_{3})_{2}C{=}CH{-}C(O){-}CH_{3}{\xrightarrow[{+NH_{3}}]{}}(CH_{3})_{2}C(NH_{2})CH_{2}{-}C(O){-}CH_{3}}}}
- Присоединение гидросульфита натрия даёт гидросульфитные (бисульфитные) производные (в реакцию в жирном ряду вступают лишь метилкетоны):

{\displaystyle {\mathsf {RC(O)CH_{3}+HSO_{3}Na\rightarrow R{-}C(OH)(SO_{3}Na){-}CH_{3}}}}
При нагревании с раствором соды или минеральной кислотой гидросульфитные производные разлагаются с выделением свободного кетона:
{\displaystyle {\mathsf {2R{-}C(OH)(SO_{3}Na){-}CH_{3}+Na_{2}CO_{3}\rightarrow 2RC(O)CH_{3}+2Na_{2}SO_{3}+CO_{2}+H_{2}O}}}
- С гидроксиламином кетоны образуют кетоксимы, выделяя воду:

{\displaystyle {\mathsf {(CH_{3})_{2}CO+NH_{2}OH\rightarrow H_{2}O+(CH_{3})_{2}C{=}N{-}OH}}}
- С гидразином в зависимости от условий образуются гидразоны (соотношение гидразина к кетону 1:1) или азины (1:2):

{\displaystyle {\mathsf {(CH_{3})_{2}CO+N_{2}H_{4}\rightarrow (CH_{3})_{2}C{=}N{-}NH_{2}+H_{2}O}}}
{\displaystyle {\mathsf {2(CH_{3})_{2}CO+N_{2}H_{4}\rightarrow (CH_{3})_{2}-C{=}N{-}N{=}C-(CH_{3})_{2}+2H_{2}O}}}
Как и в случае альдегидов, при нагревании с твёрдым KOH гидразоны кетонов выделяют азот и дают предельные углеводороды (реакция Кижнера)
- Ацетали кетонов получаются сложнее, чем ацетали альдегидов, — действием на кетоны эфиров ортомуравьиной HC(OC2H5)3 или ортокремниевой кислоты.

### Реакции конденсации
В жёстких условиях (в присутствии щелочей) кетоны подвергаются альдольной конденсации. При этом образуются β-кетоспирты, легко теряющие молекулу воды.
В ещё более жестких условиях, например при нагревании с концентрированной серной кислотой, кетоны подвергаются межмолекулярной дегидратации с образованием непредельных кетонов:
{\displaystyle {\mathsf {2(CH_{3})_{2}CO\rightarrow H_{2}O+(CH_{3})_{2}C{=}CH{-}C(O){-}CH_{3}}}}
Окись мезитила может реагировать с новой молекулой ацетона с образованием форона:
{\displaystyle {\mathsf {(CH_{3})_{2}C{=}CH{-}C(O){-}CH_{3}+(CH_{3})_{2}CO\rightarrow (CH_{3})_{2}C{=}CH{-}C(O){-}CH{=}C(CH_{3})_{2}}}}
К отдельному типу реакций можно отнести восстановление кетонов — реакция Лейкарта — Валлаха.

## Важнейшие кетоны
| Название              | Формула                                | Температура плавления | Температура кипения |
| --------------------- | -------------------------------------- | --------------------- | ------------------- |
| Ацетон (диметилкетон) | {\displaystyle {\ce {CH3-CO-CH3}}}     | −95 °C                | 56,1 °C             |
| Метилэтилкетон        | {\displaystyle {\ce {CH3CH2-CO-CH3}}}  | −86 °C                | 80 °C               |
| Диэтилкетон           | {\displaystyle {\ce {CH3CH2COCH2CH3}}} | −40 °C                | 102 °C              |
| Ацетофенон            |                                        | 19 °C                 | 202 °C              |
| Бензофенон            |                                        | 47.9 °C               | 305.4 °C            |
| Циклогексанон         |                                        | −16.4 °C              | 155.65 °C           |
| Диацетил              | {\displaystyle {\ce {CH3COCOCH3}}}     | −3 °C                 | 88 °C               |
| Ацетилацетон          | {\displaystyle {\ce {CH3COCH2COCH3}}}  | −23 °C                | 140 °C              |
| Парабензохинон        |                                        | 115 °C                | —                   |

## Биохимия
Токсичны. Обладают раздражающим и местным действием, проникают через кожу, особенно хорошо ненасыщенные алифатические. Отдельные вещества обладают канцерогенным и мутагенным эффектом. Галогенпроизводные кетонов вызывают сильное раздражение слизистых оболочек и ожоги при контакте с кожей. Алициклические кетоны обладают наркотическим действием.
Кетоны играют важную роль в метаболизме веществ в живых организмах. Так, убихинон участвует в окислительно-восстановительных реакциях тканевого дыхания. К соединениям, содержащим кетонную группу, относятся некоторые важные моносахариды (фруктоза и др.), терпены (ментон, карвон), компоненты эфирных масел (камфора, жасмон), природные красители (индиго, ализарин, флавоны), стероидные гормоны (кортизон, прогестерон), мускус (мускон), антибиотик тетрациклин.
В процессе фотосинтеза 1,5-дифосфат-D-эритро-пентулозы (фосфолированная кетопентоза) является катализатором. Ацетоуксусная кислота — промежуточный продукт в цикле Кребса.
Наличие в моче и крови человека избыточного количества кетонов говорит о кетозе или кетоацидозе, что может быть связано с особенностями метаболизма углеводов или связанных с ним патологических процессах.

## Применение
В промышленности кетоны используют как растворители, фармацевтические препараты и для изготовления различных полимеров. Важнейшими кетонами являются ацетон, метилэтиловый кетон и циклогексанон.